# Thomas Raab (Schriftsteller, 1970)

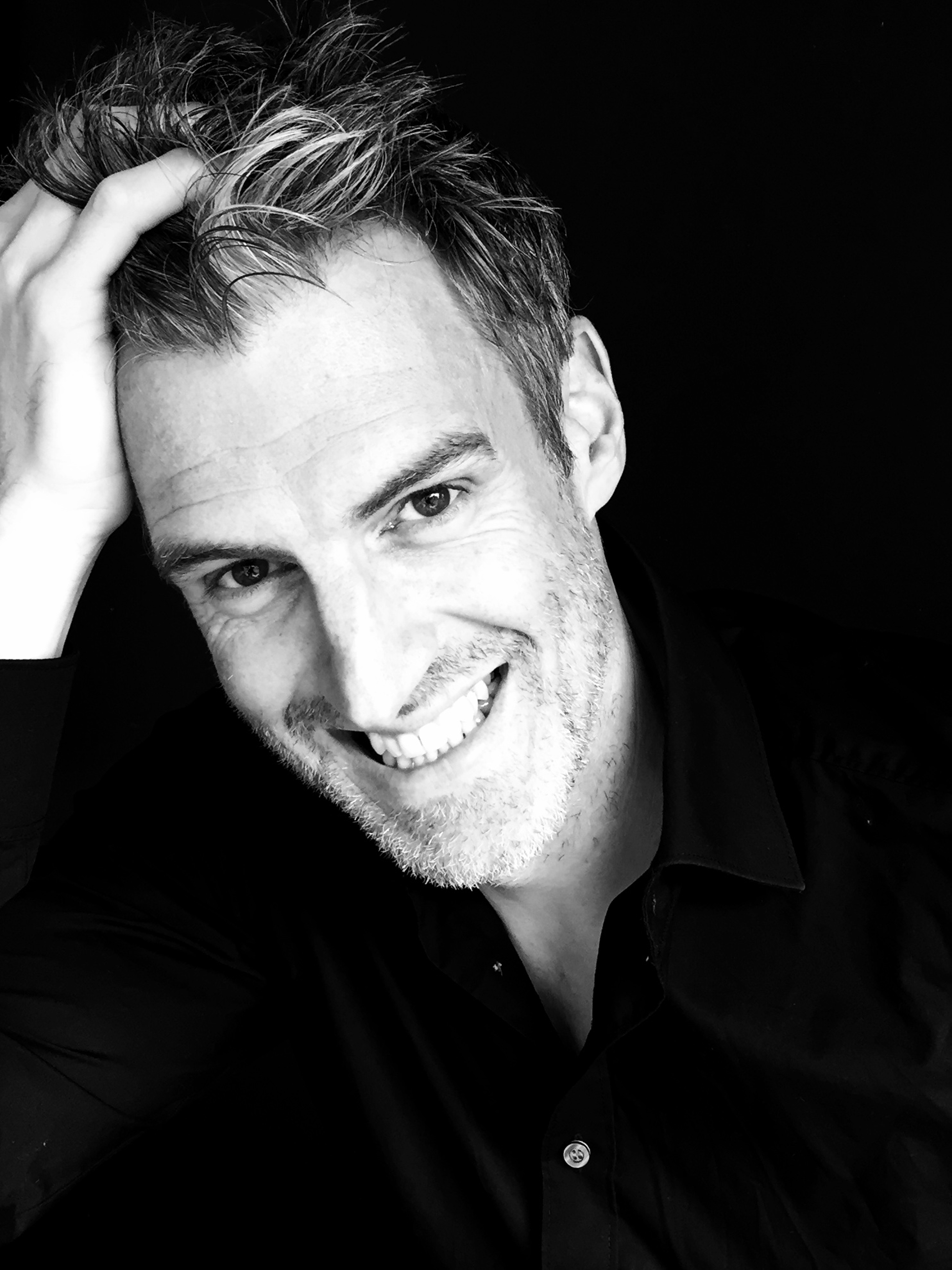
Thomas Raab, 2020

Thomas Raab (* 1970 in Wien) ist ein österreichischer Schriftsteller, Drehbuchautor und Musiker. Bekannt wurde er vor allem durch seine Kriminalromane um den Restaurator Willibald Adrian Metzger („der Metzger“).

## Leben
Thomas Raab begann bereits früh mit selbst komponierten und getexteten Liedern als deutschsprachiger Songwriter und arbeitete parallel dazu als Pianist.
Mitte der 1990er Jahre schloss er ein Studium in Mathematik und Sportwissenschaften ab und unterrichtete danach an einem Wiener Gymnasium.
2000 veröffentlichte er die CD Zeitlos, sieben Jahre später folgte das zweite Album Bekenntnis. Seine Auskoppelung Zeit, sich zu bewegen wurde von einigen österreichischen Radiostationen gespielt. Anfang 2008 erschien sein zweites Album in Deutschland.
Im Jahr 2006 fing Raab eines Abends ohne jede literarische Ambition zu schreiben an. Ein Mann, der auf dem Nachhauseweg über eine Leiche stolpert, den größten Peiniger seiner Schulzeit. Daraus entwickelte sich sein erster Kriminalroman mit dem Protagonisten Willibald Adrian Metzger, dem sich in den Folgejahren eine Reihe von Veröffentlichungen um den Restaurator Metzger anschloss. Im Jahr 2009 wechselte er vom Grazer Leykam Buchverlag, in dem seine ersten beiden Bücher erschienen waren, zum Münchner Piper Verlag, der ihm eine größere Verbreitung auf dem deutschsprachigen Buchmarkt ermöglichte, so dass er in der Folge vom Schreiben leben und seine Anstellung als Lehrer beenden konnte.
Im Jahr 2015 wurden die Metzger-Kriminalromane Der Metzger muss nachsitzen (Band 1) und Der Metzger geht fremd (Band 3) als Der Metzger und der Tote im Haifischbecken (Filmtitel) und Der Metzger muss nachsitzen im Rahmen einer zweiteiligen Fernsehserie in ORF und ARD ausgestrahlt. Die Titelrolle spielte Robert Palfrader.
Im selben Jahr gelang Raab mit seinem Roman S†ill. Chronik eines Mörders (das t wird durch Symbol † wiedergegeben) abseits der Metzger-Reihe ein vielbeachteter Roman, der bereits in mehrere Sprachen übersetzt wurde.
Mit Hannelore Huber, genannt die „Huberin“, entwarf Raab 2018 die Protagonistin einer neuen Krimi-Reihe unter dem Titel Frau Huber ermittelt. Im ersten Roman Walter muss weg erforscht die rüstige Witwe aus dem idyllischen Dorf Glaubenthal den kürzlichen, nicht unwillkommenen Tod ihres Ehemannes.
2023 entstand für ServusTV der Film Der Metzger traut sich mit Simon Schwarz in der Titelrolle basierend auf dem Kriminalroman Die Djurkovic und ihr Metzger von Thomas Raab. 2024 wurde die Fortsetzung Der Metzger – Mordstheater frei nach der Figur des Metzgers gedreht. Diesem Film liegt keine Romanvorlage zugrunde.
Thomas Raab lebt und arbeitet als Schriftsteller, Drehbuchautor und Musiker in Wien. Er ist verheiratet mit der Schauspielerin Simone Heher.

## Die Metzger-Reihe
Willibald Adrian Metzger, der Protagonist von Raabs Kriminalromanen, ist ein Restaurator von alten Möbelstücken, der stets zufällig in einen Kriminalfall verstrickt wird und auch mal, wie im ersten Roman Der Metzger muss nachsitzen, buchstäblich über eine Leiche stolpert. Sein berufsbedingt genauer Blick, seine Geduld und Beharrlichkeit lassen ihn Fälle lösen, an die er unfreiwillig und oft auch nur unwillig gerät. Seine Methode ist genaues Hinschauen und Zuhören, und er folgt stets seiner Intuition. Zum Ausgangspunkt wird häufig das direkte private Umfeld des Metzgers, seine Wohnung oder seine Werkstatt, wobei die Handlungsorte bewusst nicht in der Realität verortet werden.
Die Initialen des Namens Willibald Adrian Metzger hat Raab jenen seines berühmten Landsmannes Wolfgang Amadeus Mozart entnommen. Der Metzger ist ein aus der Zeit gefallener Sonderling und Einzelgänger, im ersten Roman Mitte vierzig und übergewichtig, der es genießt, sich bei seiner Arbeit oder in seiner Wohnung ohne Fernseher, Handy oder Tageszeitung von der Welt zurückzuziehen, Rotwein zu trinken und seine Ruhe zu haben. Seine menschlichen Schwächen und seine soziale Außenseiterrolle bieten dem Leser Identifikationsmöglichkeiten und machen ihn zu einem klassischen Antihelden. Thomas Raab betont, dass „jeder Mensch in seinem Leben Held und Antiheld ist. […] Ich will auch keinen Helden schreiben. Ich will einfach, dass es menschelt in meinen Büchern.“
Seine Partnerin wird ab dem ersten Roman die Kroatin Danjela Djurkovic. Nach 25 Jahren trifft der in Beziehungen unerfahrene Metzger seine Jugendliebe wieder, um sich abermals in sie zu verlieben. Auch Danjela entspricht nicht dem klassischen gesellschaftlichen Schönheitsideal. Sie ist übergewichtig und spricht mit Akzent, zwei Eigenschaften, die es dem Metzger gerade besonders angetan haben. Danjela ist der Persönlichkeit ihres Partners in vielen Dingen ganz entgegengesetzt: sie ist liebevoll, kommunikativ und unkompliziert. Ihr Einfluss bricht die soziale Isolation des Metzgers auf, und er wandelt sich zu einem Familienmensch. Ihre Rolle in den Kriminalfällen geht über den klassischen Watson-Sidekick hinaus. Häufig wird ihre Neugier zur eigentlichen Triebfeder der Ermittlungen. Weitere wiederkehrende Figuren im kleinen Freundeskreis des Metzgers sind der Hausmeister Petar Wollnar, der Polizist Eduard Pospischill, seine Ehefrau Trixi und Metzgers Halbschwester Sophie Widhalm.
Charakteristisch für Raabs Romane ist sein Stil, der stark von Einflüssen des österreichischen Deutsch und der gesprochenen Sprache geprägt ist. Der Satzbau ist parataktisch, wobei aus der Vielzahl von Parenthesen, zusammengezogenen Sätzen und Aufzählungen dennoch ein komplexes Satzbild entsteht. Durch den Einsatz von zahlreichen rhetorischen Figuren verleiht Raab seinen Texten den ihnen eigenen Witz, etwa der Traductio, der Wiederholung desselben Wortes in unterschiedlichen Bedeutungen (etwa „nachtragen“ im Sinne von „hinterhertragen“ und „beleidigt sein“), oder der Similitudo, des Vergleichs, der unerwartete Ähnlichkeiten oder Unterschiede aufdeckt. Der Erzähler ist auktorial, vermittelt die Geschichte trotz Präsens von einem späteren Zeitpunkt aus, verwendet Analepsen und Prolepsen sowie deskriptive Pausen für abschweifende Einschübe und zur Spannungssteigerung. Laut Elmar Krekeler quatscht Thomas Raab den Leser in seinen Metzger-Romanen „auf literarisch ziemlich hohem Niveau um den Verstand“, was insbesondere mit der Vielzahl von doppelten Böden in den Erzählungen zu tun habe.

## Auszeichnungen
- Nachwuchsförderpreis der Hanns-Seidel-Stiftung (D, 2000)
- Gewinn des Pop-Musik-Förderpreis Projekt Pop (Ö, 2002).[11]
- Auszeichnung des Songs Sonnenaufgang im Rahmen des Wettbewerbes Hit Search des Österreichischen Komponistenbundes (Ö, 2004)
- Gewinn des Buchlieblings 2011 – Sparte Krimis & Thriller mit Der Metzger holt den Teufel[12]
- Gewinn des Leo-Perutz-Preises für Kriminalliteratur 2013 mit Der Metzger kommt ins Paradies[13]
- Österreichischer Krimipreis 2017[14]
- Fine Crime Award 2025[15]

## Diskografie
Alben
- Zeitlos (2000)
- Bekenntnis (2008)

Singles
- Sprünge in Beton (2007)
- Zeit, sich zu bewegen (2007)
- Sonnenaufgang (2008)

## Werke
Metzger-Reihe
- Der Metzger muss nachsitzen. Leykam, Graz 2007, ISBN 978-3-7011-7577-2
- Der Metzger sieht rot. Leykam, Graz 2008, ISBN 978-3-7011-7619-9
- Der Metzger geht fremd. Piper, München 2009, ISBN 978-3-4920-5308-2
- Der Metzger holt den Teufel. Piper, München 2010, ISBN 978-3-492-05419-5
- Der Metzger bricht das Eis. Piper, München 2012, ISBN 978-3-492-05473-7
- Der Metzger kommt ins Paradies. Kriminalroman, Droemer, München 2013, ISBN 978-3-426-19955-8; als Hörbuch: gelesen von Matthias Lühn, gekürzte Fassung, 6 CDs, bei Abod, München 2013, ISBN 978-3-95471-136-9.
- Der Metzger. Kriminalroman, Droemer, München 2016, ISBN 978-3-426-28136-9.
- Der Metzger fällt nicht weit vom Stamm. Haymon Verlag, Innsbruck-Wien 2019.
- Die Djurkovic und ihr Metzger. Kriminalroman, Haymon, Innsbruck 2020, ISBN 978-3-7099-8105-4.
- Der Metzger gräbt um. Kriminalroman, Haymon, Innsbruck 2024, ISBN 978-3-7099-8144-3.

Frau Huber ermittelt
- Walter muss weg: Frau Huber ermittelt. Der erste Fall, Kiepenheuer & Witsch, Köln 2018, ISBN 978-3-462-05095-0.
- Helga räumt auf: Frau Huber ermittelt. Der zweite Fall, Kiepenheuer & Witsch, Köln 2020, ISBN 978-3-462-05314-2.
- Peter kommt später: Frau Huber ermittelt. Der dritte Fall, Kiepenheuer & Witsch, Köln 2023, ISBN 978-3-462-00206-5.

Sonstige
- S†ill [Still]. Chronik eines Mörders. Thriller, Droemer, München 2015, ISBN 978-3-426-19956-5; als DAISY-Hörbuch: gelesen von Frank Arnold, DAISY-MP3-CD, 9 Stunden, 7 Minuten, Argon, Berlin 2015, ISBN 978-3-8398-5233-0.